# William Shipley
William F. Shipley (1921 – 20 de gener de 2011) fou un lingüista i parlant del maidu del Nord de Califòrnia.
Shipley va estudiar antropologia i lingüística amb Alfred Kroeber, i lingüística amb Mary R. Haas a la UC Berkeley. Durant la Segona Guerra Mundial, va participar en un programa de la Universitat de Berkeley per a ensenyar a parlar mandarí als soldats de l'exèrcit dels Estats Units.
Shipley començà a estudiar maidu de la muntanya el 1953 amb Maym Benner Gallagher, una anciana maidu.
Continuà treballant amb Kenneth Holbrook per continuar documentant i registrant la llengua maidu. Llur col·laboració va donar lloc a un llibre de textos maidu i un diccionari així com una gramàtica del maidu.
Shipley va ensenyar com a professor de lingüística a la UC Santa Cruz des de 1966 a 1991. Després de la seva jubilació va continuar treballant en la difusió dels coneixements sobre la llengua i la cultura maidum. El seu llibre de relats maidu traduïts, The Maidu Indian Myths and Stories of Hánc’ibyjim, fou publicat per Heydey Books el 1991. Va morir de complicacions de pneumònia el 20 de gener de 2011.